# Монченко Владислав Іванович
Владислав Іванович Мо́нченко (2 квітня 1932, Москва — 8 лютого 2016, Київ) — український зоолог і еколог, фахівець з ракоподібних, академік Національної академії наук України (2003), професор (1995), доктор біологічних наук (1989), заслужений діяч науки і техніки України (2008), лауреат державної премії України в галузі науки і техніки (2007) та премії імені Д. К. Заболотного АН УРСР (1976).

## Освіта
Навчався в Київському державному університеті, на біологічному факультеті (1950—1955 роки). Після закінчення університету протягом 1955—1958 років навчався в аспірантурі Інституту зоології АН УРСР.

## Кваліфікаційні праці

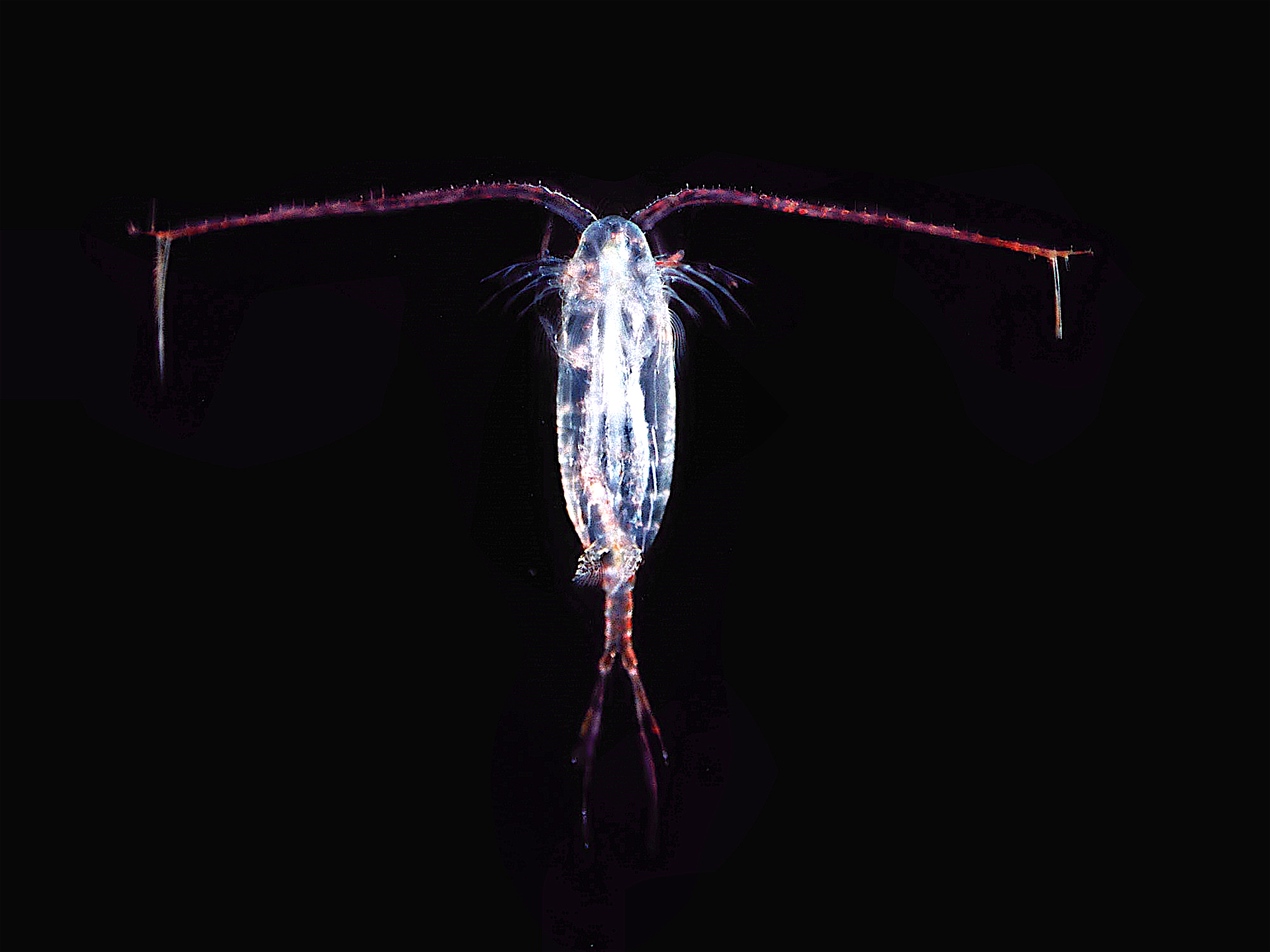
Копепода (ряд Calanoida)

1962 року під керівництвом академіка О. П. Маркевича захистив дисертацію на здобуття вченого ступеня кандидат біологічних наук (захист в Київському державному університеті) з питань таксономії та біології ряду Copepoda (Веслоногі раки) в басейні Дніпра.
1989 року отримав ступінь доктора біологічних наук (захист в Інституті зоології АН УРСР).
- Монченко В. И. 1962. Веслоногие ракообразные (Copepoda) бассейна среднего Днепра: Автореф. дисс. … канд. биол. наук. — Киев. — 20 с.
- Монченко В. И. 1989. Свободноживущие циклопообразные (Copepoda Cyclopoida) Понто-Каспийского бассейна (фауна, экология, зоогеографический и морфо-эволюционный анализ, филогения, систематика): Автореф. дисс. … докт. биол. наук. — Киев. — 49 с.

## Працевлаштування

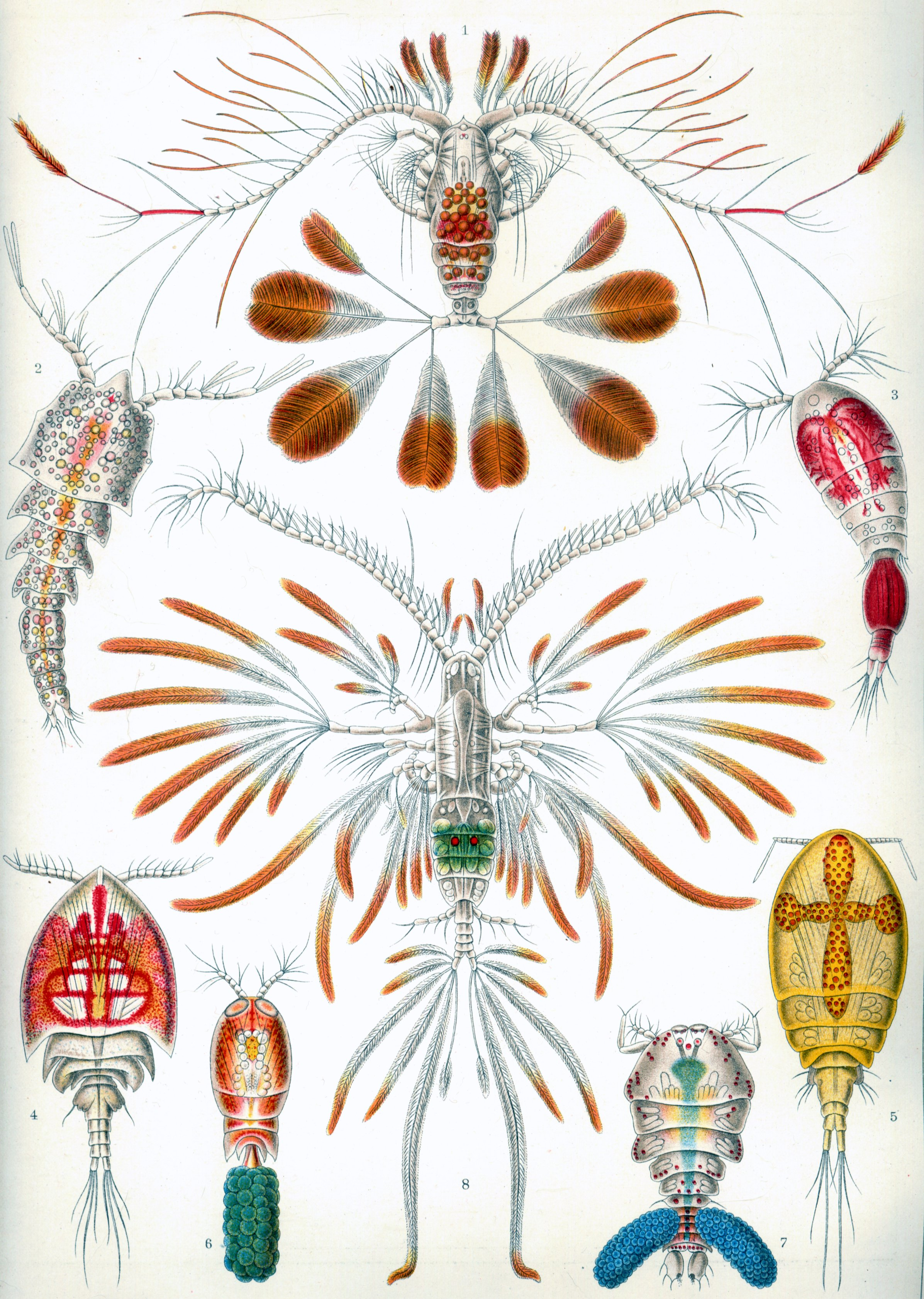
Малюнки копепод Ернста Геккеля (Мистецтво форм природи, 1904)

Працював у Інституті зоології імені І. І. Шмальгаузена НАН України. Упродовж майже 30 років був завідувачем створеного ним у 1975 році Відділу фауни та систематики безхребетних, близько 15 років також працював заступником директора Інституту з наукової роботи. З 2004 року — головний науковий співробітник зазначеного відділу. 
З середини 2000-х протягом декількох років викладав у Київському університеті, читаючи курси «Карцинологія» та «Історія тваринного світу».

## Наукова робота
Основна галузь інтересів — таксономія, зоогеографія, екологія та фауна вільноживучих прісноводних і морських ракоподібних ряду Copepoda. 
Описав 22 нових для науки видів ракоподібних, виділив 7 нових родів і одну підродину.
Протягом близько 40 років входив до складу редакційної колегії монографічної серії «Фауна України». Також був членом редакційної колегії журналу «Вісник зоології».

## Нагороди
- 1976 — Премія імені Д. К. Заболотного АН УРСР
- 2007 — Державна премія України в галузі науки і техніки
- 2008 — Заслужений діяч науки і техніки України

## Публікації

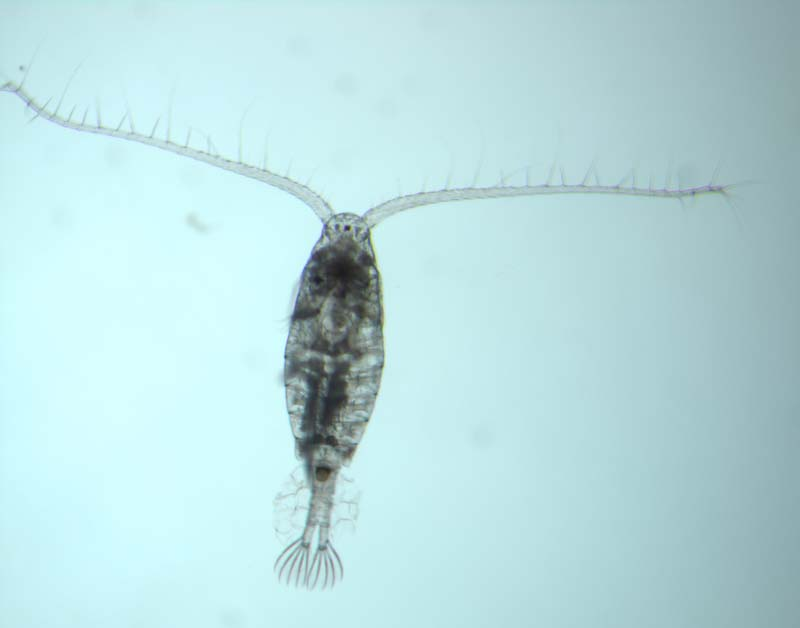
Diaptomus (з ряду Calanoida) — один з представників копепод, об'єктів досліджень В. І. Монченка

Владислав Іванович — автор близько 200 публікацій, зокрема 7 монографій, одна з них — у серії «Фауна України».
Докладний перелік наукових праць станом на 2009 рік міститься на персональній сторінці дослідника [Архівовано 26 грудня 2014 у Wayback Machine.].

### Найважливіші монографії
- Монченко В. І. Фауна України. Том 27. Вип. 3. Щелепнороті циклопоподібні, циклопи (Cyclopidae). — Київ : Наукова думка, 1974. — 326 с.
- Монченко В. И. Свободноживущие циклопообразные копеподы Понто-Каспийского бассейна. — Киев: Наукова думка, 2003. — 350 с.
- Монченко В. І., Балан П. Г., Трохимець В. М. Карцинологія. Київ: Видавничо-поліграфічний центр «Київський університет», 2011. — 527 с.

### Найважливіші наукові статті
- Монченко В.I. 1958. Нові Copepoda на території Україні. Доповіді АН УРСР. 5. С. 576-579.
- Монченко В.И. 1967. Обзор фауны веслоногих ракообразных Днепровско-Бугского лимана. Гидробиолический журнал. 1. С. 70-73.
- Монченко В.И. 1968. Новый для фауны Украины отряд ракообразных (Crustacea,Bathynellacea) с описанием нового для науки подвида. Вестник зоологии. 4. C.9-14.
- Монченко В.И. 1972. Циклопы (Copepoda,Cyclopoida) грунтовых вод пустыни Кызылкум. Труды Зоологического института АН СССР. 51. С. 78-97.
- Монченко В.И.,Таволжанова Т.И. 1976. Концепция биологического вида применительно к систематике циклопид (Crustacea, Cyclopidae). Журнал общей биологии. 4. C. 563-574.
- Монченко В.И. 1980. О полифакторной обусловленности перехода циклопов (Crustacea, Cyclopidae) в состояние покоя. Журнал общей биологии. 2. C. 291-297.
- Монченко В.И. 1986. Первый эндемичный род веслоногих ракообразных (Copepoda, Cyclopidae) из Каспийского моря. Зоологический журнал. 65 (3). С.333-340.
- Monchenko V.I. 1998. The Ponto-Caspian zoogeographic complex of Cyclopoida in the Caspian, Azov and Black Seas. Journal of Marine Systems. 15. P. 421-424.
- Monchenko V.I., Von Vaupel Klein J.C. 1999. Oligomerization in Copepoda Cyclopoida as a kind of orthogenetic evolution in the animal kingdom. Crustaceana. 72 (3). P. 241-264.
- Monchenko V.I. 2000 . Cryptic species in Diacyclops bicuspidatus (Copepoda: Cyclopoida): evidence from crossbreeding studies. Hydrobiologia. 417. P.101-107.
- Grigorovich I., Dovgal I.V., Maclsaac H.J., Monchenko V.I. 2001. Acineta nitocrae: A new suctorian epizootic on nonindigenous harpacticoid copepods, Nitocra hibernica and N.incerta, in the Laurentian Great Lakes. Archiv fur Hydrobiologie. 152 (1). P. 161-176.
- Монченко В.И. 2001. О дифференциальной галопатии семейств свободноживущих Copepoda Cyclopoida. Вестник зоологии. 35. 5. С. 3-7.
- Monchenko V.I., Samchyshyna L.V. 2009. Conception of Crossed Populations: Application in Cyclopoida Taxonomy. Vestnik zoologii. 43 (3). P. 191-194.
- Miracle M., Alekseev V., Monchenko V., Sentandreu V., Vicente E. 2013. Molecular-genetic-based contribution to the taxonomy of the Acanthocyclops robustus group. Journal of Natural History. 47. P. 863-888.

### Цитування
Станом на початок 2016 року у наукометричних базах даних має найвищі показники серед карцинологів України: індекс Гірша 4 у Scopus (41 цитування, 11 праць) і 8 у Google Scholar (268 цитувань).

## Дисертації під керівництвом В.І.Монченка
Під керівництвом В. І. Монченка підготовлено і захищено близько 10 дисертацій, присвячених різним групам безхребетних тварин, зокрема він керував дисертаційними роботами таких фахівців: 
- Черногоренко Олена Василівна (прісноводні черевоногі молюски, 1988)
- Довгаль Ігор Васильович (інфузорії, кандидатська та докторська, 1989, 2002)
- Аністратенко Віталій В'ячеславович (морські черевоногі молюски, кандидатська та докторська, 1990, 2003)
- Таращук Марина Володимирівна (колемболи, 1993)
- Палієнко Любов Павлівна (евгленові паразити ракоподібних, 1994)
- Яковенко Наталія Сергіївна (коловертки, 2005)[1]
- Самчишина Лариса Володимирівна (ракоподібні, 2005)[2]
- Мунасипова-Мотяш Ірина Анатоліївна (морські двостулкові молюски, 2008)[3].

## Описані таксони
В. І. Монченко описав 22 нових види копепод, усі з яких є загальновизнаними, також 7 підвидів, 6 родів і підродину цих тварин і, крім того, 2 види і 2 роди евгленових паразитів копепод.

### Види
Веслоногі ракоподібні
- Bryocyclops jankowskajae Monchenko, 1972
- Caspicyclops mirabilis Monchenko, 1986
- Colpocyclops dulcis Monchenko, 1977
- Colpocyclops longispinosus (Monchenko, 1974) (описаний у роді Halicyclops)
- Cryptocyclopina inopinata Monchenko, 1979
- Cyclopina oblivia Monchenko, 1981
- Cyclopina parapsammophila Monchenko, 1981
- Cyclopina pontica Monchenko, 1977
- Cyclopinotus eximius (Monchenko, 1982) (описаний у роді Cycloporella)
- Cyclops ricae Monchenko, 1977
- Diacyclops cohabitatus Monchenko, 1980
- Diacyclops insularis Monchenko, 1982
- Eucyclops persistens Monchenko, 1978
- Halicyclops cryptus Monchenko, 1979
- Halicyclops validus  Monchenko, 1974
- Monchenkocyclops biarticulataus (Monchenko, 1972) (описаний у роді Acanthocyclops)
- Reidcyclops imparilis (Monchenko, 1985) (описаний у роді Diacyclops)
- Schizopera borutzkyi Monchenko, 1967
- Sergiosmirnovia reducta (Monchenko, 1977) (описаний у роді Smirnoviella)
- Sergiosmirnovia unisetosa (Monchenko, 1982) (описаний у роді Smirnoviella)
- Speocyclops atropatenae Monchenko, 2010
- Speocyclops cinctus Monchenko, 1983

Евгленові
- Mesastasia mirabilis Palienko & Monchenko, 1979
- Paradinemula polonica Monchenko, 1967

### Підвиди
Веслоногі ракоподібні
- Acanthocyclops americanus opinosa Monchenko & Tanolzhavova, 1976
- Acanthocyclops viridis oligotrichus Monchenko, 1980
- Bathynella natans ukrainica Monchenko, 1968
- Eucyclops persistens tauricus Monchenko & Sopova, 1984
- Halicyclops cryptus secundus Monchenko & Polischuk, 1982
- Microcyclops variabilis rubellus Monchenko, 1988
- Paracyclops dilatatus ivanegai Monchenko, 1977

### Надвидові
Веслоногі ракоподібні
- Caspicyclops Monchenko, 1986
- Colpocyclops Monchenko, 1977
- Cryptocyclopina Monchenko, 1979
- Cyclopinotus Monchenko, 1989
- Cycloporella Monchenko, 1982 (замінено на Cyclopinotus)
- Palaeocyclops Monchenko, 1972
- Smirnoviella Monchenko, 1977 (замінено на Sergiosmirnovia)
- Sergiosmirnovia Monchenko, 2007
- Euryteinae Monchenko, 1975 (підродина)

Евгленові
- Mesastasia Palienko & Monchenko, 1979
- Paradinemula Monchenko, 1967

## Вшанування
На честь В. І. Монченка названо 3 роди і 9 видів ракоподібних, зокрема:
- Monchenkiella Martínez Arbizu, 2001
- Monchenkocyclops Karanovic, Yoo & Lee, 2012
- Cryptocyclopina monchenkoi Karanovic, 2008
- Neocyclops monchenkoi Karanovic, 2008
- Nitocrella monchenkoi Borutzky, 1972
- Prehendocyclops monchenkoi Rocha, 2000

Також 2015 року на честь В. І. Монченка названо новий для науки вид дрібних наземних равликів з Мадагаскару, Boucardicus monchenkoi, перший відомий екземпляр якого Владислав Іванович зібрав там під час експедиції у 1991 році.